# ارو (رود)
رودخانه ارو (به انگلیسی: Arroux) رودخانهای است که در فرانسه جریان دارد.